# Niedergrünbach
Niedergrünbach ist eine Ortschaft und eine Katastralgemeinde der Gemeinde Rastenfeld im Bezirk Krems-Land in Niederösterreich.

## Geografie
Der Ort liegt westlich des in den Kamp mündenden Dobrabaches und wird von der Landesstraße L73 erschlossen, die von Lichtenau im Waldviertel zur Kremser Straße führt.

## Geschichte
Seit 1850 waren Niedergrünbach und Sperkenthal als Ortsgemeinde vereint. Im Jahr 1968 bildete die Gemeinde Niedergrünbach gemeinsam mit der Gemeinde Jeitendorf, der auch Wietzen angehörte, und der Gemeinde Obergrünbach, der auch Erdweis angehörte, die neue Gemeinde Niedergrünbach. Diese wurde 1971 wieder aufgelöst und Niedergrünbach der Marktgemeinde Rastenfeld zugeschlagen, während alle andere Teile der Marktgemeinde Lichtenau im Waldviertel zugeteilt wurden.

## Sehenswürdigkeiten
- Pfarrkirche Niedergrünbach, den hll. Philippus und Jakobus geweihte, barocke Saalkirche
- herrschaftlicher Meierhof, aus dem 16./17. Jahrhundert, kreuzgratgewölbte Innenräume, Denkmalschutz, (Listeneintrag).

## Persönlichkeiten
- Franz Ölzelt (1887–1963), Pfarrer, Abgeordneter zum Nationalrat und Mitglied des Landtags, wurde hier geboren